# Spanische Evangelische Kirche
Die Spanische Evangelische Kirche (spanisch: Iglesia Evangélica Española) ist eine 1869 gegründete evangelische Kirche in Spanien. Heute sind etwa 0,3 Prozent der Gesamtbevölkerung des Landes evangelisch. 
Die Spanische Evangelische Kirche vereint reformierte, presbyterianische, lutherische, kongregationalistische und methodistische Traditionen. Zuletzt fusionierte 1955 die methodistische Kirche Spaniens mit der Spanischen Evangelischen Kirche. 
Oberstes Verwaltungsorgan ist die Generalsynode, die mindestens einmal jährlich zusammentritt. Für die Zeit zwischen den einzelnen Synoden ist eine ständige Kommission mit einem Generalsekretär an der Spitze eingerichtet. Die Kirche ist in sechs regionale Presbyterien gegliedert, wobei jedem Presbyterium zwei oder mehr Gemeinden zugeordnet sind.
Die Spanische Evangelische Kirche ist Mitglied des Ökumenischen Rates der Kirchen (ÖRK), der Konferenz Europäischer Kirchen (KEK), der Gemeinschaft Evangelischer Kirchen in Europa, der Weltgemeinschaft Reformierter Kirchen und des Weltrats methodistischer Kirchen.